# Eupithecia nepetata
Eupithecia nepetata là một loài bướm đêm trong họ Geometridae.